# مايك نورتن
مايك نورتن (بالإنجليزية: Mike Norton)‏ هو رسام بالرصاص أمريكي، ولد في 20 مايو 1973 في سانتا مونيكا في الولايات المتحدة.